# Vicente Sáenz
Vicente Sáenz (* 30. September 1896 San José (Costa Rica); † 1963) war Journalist.
Sáenz machte 1915 sein Abitur in San José. 1916 ging Sáenz auf die Repton School in Tarrytown in Hudson (New York) und die Carlton Academy in Summit (New Jersey). Kurz nachdem er sich in New York niedergelassen hatte, putschte sich in Costa Rica am 27. Januar 1917 der Verteidigungsminister General Federico Tinoco Granados zum Präsidenten. Daraufhin entfachte der junge Lehrer Sáenz und Schriftsteller – er hatte schon den Roman Traidores y Déspotas de Centroamérica geschrieben – eine intensive Protestkampagne gegen das Regime von Tinoco.
Im August 1935 gründete Sáenz die Partido Socialista Costarricense.
1938 kam er auf Einladung des Gründers, vormaligen Leiters und Eigentümers der mexikanischen Tageszeitung El Universal (Mexiko) Ing. Félix F. Palavicini, nach Mexiko. Mit Palavicini verband ihn seit ihrem Aufenthalt in den USA eine große Freundschaft. Er wurde in der damals auflagenstärksten mexikanischen Tageszeitung Redaktionssekretär. Er gründete seine Zeitung in Englisch und konnte mit diesem Unternehmen eine heftige Kampagne gegen die Diktatoren und Tyrannen der kleinen Republiken Zentralamerikas führen.

## Veröffentlichungen
- Rompiendo Cadenas
- España Heroica[3]
- Guión de Historia Contemporánea
- Hispano América contra el coloniaje 252 S. Unión Democrática Centroamericana Beatriz de Silva. S.A. Mexiko-Stadt, 1949
- Ensayos escogidos, Seiten 31–34. Editorial Costa Rica, San José, 1983
- El Canal de Nicaragua
- Norteamericanización de Centro América
- Actitud del Gobierno de Washington hacia las repúblicas centroamericanas
- España en sus gloriosas jornadas de julio y agosto de 1936
- El Resplandor de España
- Palabras del Presidente de la República Española
- La Doctrina de Monroe frente a los nazis en América